# SJL파트너스
SJL파트너스 유한회사(SJL Partners)는 대한민국의 사모펀드 운영사이다.

## 역사
2017년에 CVC 캐피탈 JP모건 출신의 임원들이 설립하었다.
2020년 창립 멤버였던 파트너 부대표 2명이 퇴사하였다

## 투자
- SD 바이오센서와 함께 메리디안 바이오사이언스를 약 15억 3천만 달러에 인수하였다[4][5]
- 셀트리온홀딩스: 전환사채(CB)를 매입하였다[6]